# 스미노도역
스미노도역(일본어: 住道駅, すみのどうえき 스미노도우에키[*])은 일본 오사카부 다이토시에 위치한 서일본 여객철도의 역이다.

## 역 구조
섬식 승강장으로 2면 4선의 고가역이다. 1989년의 쾌속 열차 증발 운행 당시 승강장을 고가 형태로 개조하여 완급 접속이 가능하게 되었다. 완급 접속이 이루어지는 경우에는 내측의 2·3번선 (각각 하행·상행 본선)에 쾌속, 외측 1·4번선 (각각 하행·상행 대피선)에 각역정차 열차가 정차한다. 그 이외의 경우에는 모든 열차가 2·3번선에 정차한다.
이코카 및 제휴 교통카드의 사용이 가능하다.

### 승강장
| 1 | ■ 갓켄토시 선 (하행) | 교바시・기타신치・아마가사키 방면 (대피 열차) |
| 2 | ■ 갓켄토시 선 (하행) | 교바시・기타신치・아마가사키 방면             |
| 3 | ■ 갓켄토시 선 (상행) | 시조나와테・마쓰이야마테 방면                 |
| 4 | ■ 갓켄토시 선 (상행) | 시조나와테・마쓰이야마테 방면 (대피 열차)     |

## 역사
- 1895년 8월 22일: 나니와 철도 시조나와테 ~ 가타마치 간에 개업.
- 1897년 2월 9일: 노선 양도에 의해 간사이 철도의 소속이 되었다.
- 1907년 10월 1일: 국유화에 의해 일본국유철도의 소속이 되었다.
- 1909년 10월 12일: 노선명칭제정에 따라 가타마치 선의 소속이 되었다.
- 1987년 4월 1일: 민영화에 의해 서일본 여객철도의 소속이 되었다.
- 1989년 3월: 스미노도 역 부근이 고가화.
- 2003년 11월 1일: 이코카의 사용이 개시되었다.
- 2008년 6월 5일: 고가부에서 화장실 덮개가 추락하는 사고가 발생.

## 인접정차역
| 서일본 여객철도 가타마치 선 | 서일본 여객철도 가타마치 선   | 서일본 여객철도 가타마치 선 |
| --------------------------- | ----------------------------- | --------------------------- |
| 시조나와테 기즈 방면        | ■ 갓켄토시 선 쾌속 · 구간쾌속 | 하나텐 교바시 방면          |
| 노자키 기즈 방면            | ■ 갓켄토시 선 보통            | 고노이케신덴 교바시 방면    |